# Glaucina golgolata
Glaucina golgolata är en fjärilsart som beskrevs av John Kern Strecker 1899. Glaucina golgolata ingår i släktet Glaucina och familjen mätare. Inga underarter finns listade i Catalogue of Life.